# الفحيص
الفحيص مدينة أردنية ضمن لواء ماحص والفحيص في محافظة البلقاء، تتوسط مدينتي عمّان والسلط وتبعد عن المدينتين أقل من 13 كم، وترتفع 850-1050 مترا عن سطح البحر مما يجعلها أحد مصايف الأردن. يبلغ عدد سكان الفحيص اليوم 20,000 نسمة وأكثرهم من المسيحيين.

## المدينة
تشتهر الفحيص بكنائسها المشهورة وبساتينها الخضراء ومزارع الزيتون وكروم العنب المنتشرة فيها. كشفت التنقيبات الأثرية في منطقة خربة الدير في مدينة الفحيص عن برج دائري من الحجر الكلسي الأبيض، ويرجع أساس البناء إلى العصور الحديدية والبيزنطية كباقي الأبراج حول مدينة عمّان، وأعيد استخدامه ككنيسة في العصر الأيوبي والمملوكي وفي داخله مخطط الكنيسة التي تم بناؤها في العهد الأيوبي بالإضافة إلى عدد من القبور التي بنيت فوق ارضية الكنيسة. وهي قبور مسيحية لوجود مباخر جنائزية محمولة بسلاسل معدنية مدفونة فوق رؤوس الموتى إضافة إلى مجموعة صلبان منحوتة على حجارة تلك القبور.
وهي ليست سياحية بالمعنى الاستهلاكي لناحية ضجيج المنتجعات والمواقع السياحية والآثار العملاقة، بل جل ما تملكه من آثار هو منازل يفوق عمرها المئة عام وكنائس قديمة. إلاّ أن أبنائها تمكنوا من جعل تلك الأبنية القديمة معالم يسيح الناس فيها وبين أزقتها. فحولوا بعضها إلى متاحف صغيرة بينها أقدم كنيسة في البلدة تحوي أيقونات ومقتنيات أثرية. ومن أهم قراها الرهوه وراس الجندي والسقيرية معروفة بمزارعها وأشجارها.

## الآثار
وكشفت التنقيبات التي تجري خارج البرج وعند المدخل الجنوبي ان البرج كان يضم طابقين في تخطيطه الذي بُني فيه لأول مرة لدليل البوابات التي تعلو فوق بعضها وتم إلغاء الطبقة السفلية منها عند تحويل البرج إلى كنيسة وهذا ما يظهره المدخل الذي تم إلغاؤه والذي يقع تحت المدخل الجنوبي للبرج
وكشفت التنقيبات أيضا خارج البرج عن وجود آبار وخزانات مياه تزيد في عددها عما هو مألوف في مواقع الاستيطان المعتادة مما يشير إلى أن الخربة كانت ذات طبيعة مميزة أو ربما كان الاستيطان ذا أهداف عسكرية ويعزز ذلك وجود كتل ضخمة من الحديد الذي ينتشر بكميات كبيرة.
إضافة إلى اكتشاف أقبية شرقي البرج عبارة عن أبنية ضخمة ما تزال تقف بكامل جدرانها وسقوفها وهي على شكل سلسلة من الحجارة الكلسية غير المشذبة على هيئة عقود برميلية وتشبه تلك الموجودة في قلعة الكرك وهي أقبية متصلة مع بعضها من خلال بوابات ذات حلوق حجرية تتقدمها أحيانا أدراج من الحجر لمعالجة مستويات الأرضيات التي تصنع من ضغط الطين أو التراب.
ويلحق بالخربة آبار محفورة بالصخر وخزانات مياه مشيدة ومسقوفة ويضم بعضها فوهات مبنية من الحجر لنشل المياه، كما تم العثور في الخربة على جرار فخارية وأسرجة ومبخرة برونزية وقطع عملة تعود للعصر الأيوبي وهناك نقش علي حجر بازلتي بالحروف اليونانية وصلبان منقوشة على حجارة جيرية وكلسية وغطاء لناب صغير من الرخام.